# Rasheed Wallace
Rasheed Abdul Wallace (nascido em 17 de setembro de 1974) é um americano ex-jogador de basquete profissional que atua como treinador assistente dos Los Angeles Lakers na National Basketball Association (NBA).

## Infância e educação
Wallace nasceu e cresceu nos bairros centrais da cidade de Filadélfia, onde começou a jogar basquete e frequentou a Escola Secundária Simon Gratz. Ele foi nomeado Jogador do Ensino Médio do Ano pela USA Today e foi selecionado a Primeira-Equipe All America pela Basketball Times. Apesar de ter jogado apenas 19 minutos por partida, Wallace fez 16 pontos, 15 rebotes e sete bloqueios em seu último ano.
Wallace foi superado por Darnell Robinson no McDonald's Game, onde sua batalha com Robinson fez com que ele fosse expulso do jogo, mas ele se recuperou no Roundball Classic, tendo feito 30 pontos em um esforço perdedor.
Wallace, junto com Randy Livingston e Jerry Stackhouse, foram considerados os três melhores jogadores da classe de 1993.

## Carreira universitária
Wallace jogou 16 temporadas na National Basketball Association (NBA). Ele jogou basquete universitário na Universidade da Carolina do Norte antes de ingressar na NBA em 1995.
Jogando pelos Pistons, Wallace venceu o título da NBA em 2004, mas perdeu as finais da NBA na temporada seguinte. Individualmente, Wallace foi um All-Star da NBA em 2006 e 2008. Após a temporada de 2008-09, Wallace deixou os Pistons como um agente livre e assinou com o Boston Celtics, onde jogou até se aposentar em 2010. Ele voltou a jogar no New York Knicks em 2012 e anunciou a sua segunda aposentadoria em 17 de abril de 2013.
Wallace detém o recorde de faltas técnicas em uma única temporada. Na temporada de 2000-01, Wallace recebeu 41 faltas técnicas em 80 jogos, uma falta técnica em cada dois jogos
W
W
Wallace estudou na Universidade da Carolina do Norte em Chapel Hill durante um breve período. Ele foi nomeado para a Segunda-Equipe All-American pela Associated Press em seu segundo ano.
Wallace e seu colega, Jerry Stackhouse, ajudou a liderar a equipe para o Final Four do Torneio da NCAA em 1995.
Ele deixou a Carolina do Norte para entrar no Draft de 1995 após sua segunda temporada, sendo selecionado com a 4° escolha geral pela Washington Bullets.

## Carreira como jogador

### Washington Bullets (1995-1996)
Como um novato com os Bullets, Wallace jogou em 65 jogos e foi selecionado para o Time de Novatos no All-Star.
No final daquele ano, ele fraturou o polegar esquerdo durante um jogo contra o Orlando e não retornou até a temporada seguinte.
Wallace marcou 655 pontos e jogou 1.788 minutos durante sua temporada de estreia em Washington.

### Portland Trail Blazers (1996–2004)
Após a temporada, Wallace foi negociado para o Portland Trail Blazers, juntamente com Mitchell Butler em troca de Rod Strickland e Harvey Grant. Este movimento provou ser benéfico para ambos os lados: Strickland teve média de 17,2 pontos e 8,9 assistências após a troca, ajudando os Bullets a chegar aos playoffs em 1997 pela primeira vez em oito temporadas. Enquanto isso, Wallace também levou os Blazers aos playoffs, mas perderam na primeira rodada para o Los Angeles Lakers.
Na temporada seguinte, ele assinou um contrato de longo prazo para ficar em Portland. Ele começou a se expandir para a comunidade mais do que nunca, mais notavelmente com sua Fundação Rasheed Wallace, mas sua carreira sofreu com inúmeros erros dentro e fora da quadra. Ele estabeleceu um recorde da NBA com 38 faltas técnicas na temporada. No ano seguinte, ele quebrou seu próprio recorde de 40 faltas técnicas. Wallace também foi suspenso pela NBA por sete jogos por ameaçar o então árbitro Tim Donaghy após um jogo em casa em 2003. Essa foi a maior suspensão da liga por uma ofensa que não envolveu violência ou abuso de substâncias.
Wallace foi nomeado pro All-Star em 2000 e 2001 e levou o Trail Blazers para as finais da Conferência Oeste em 1999 e 2000, perdendo para o San Antonio Spurs e o Los Angeles Lakers, respectivamente.

### Atlanta Hawks (2004)
Em 9 de fevereiro de 2004, Wallace foi negociado para o Atlanta Hawks, juntamente com Wesley Person, em troca de Shareef Abdur-Rahim, Theo Ratliff e Dan Dickau.
Wallace jogou apenas um jogo nos Hawks, marcando 20 pontos, seis rebotes, cinco bloqueios e duas assistências em uma derrota contra o New Jersey Nets.
Ele foi novamente negociado, dessa vez para o Detroit Pistons.

### Detroit Pistons (2004-2009)

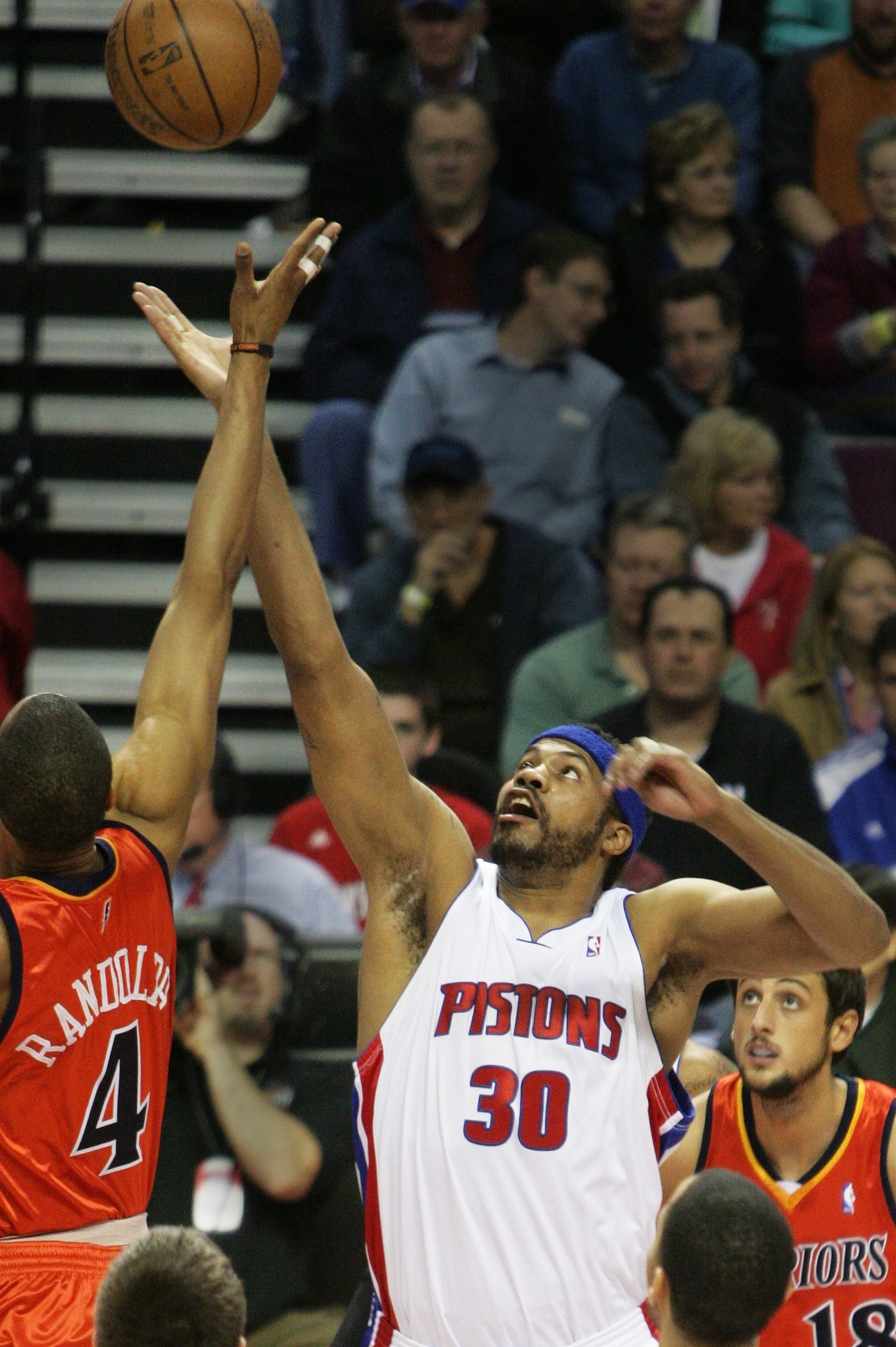
Wallace em um jogo contra Golden State Warriors

Wallace ajudou os Pistons a ganhar um inesperado título da NBA, batendo os favoritos Lakers. Após a temporada, ele pagou por réplicas dos cinturões da WWE Championship para cada um de seus companheiros e os apresentou como presentes quando a temporada de 2004-05 começou.
Na temporada após o título, Wallace assinou um contrato no valor de US $ 57 milhões por cinco anos para permanecer em Detroit. Ele também mudou o número de sua camisa de 30 para 36.
Ao longo da temporada de 2004-05, Wallace costumava levar o cinturão para o armário antes dos jogos para inspirar a defesa do título dos Pistons. Ele teve vários momentos notáveis nos playoffs: Wallace jogou sua melhor série da pós-temporada nas finais da Conferência Leste contra o Miami Heat, onde ele teve uma média de 14,5 pontos por jogo nos sete jogos da série. Contra o San Antonio Spurs nas finais da NBA, Wallace foi criticado por deixar Robert Horry livre na cesta vencedora do Jogo 5. Os Pistons acabaram perdendo a série por 3-2.
Na temporada de 2005-06, ele ajudou a levar o time a um recorde de 64-18 e a melhor colocação na Conferência Leste. Os Pistons derrotaram o Milwaukee Bucks por 4-1 na primeira rodada e venceram o Cleveland Cavaliers por 4-3 na segunda rodada dos playoffs. Nas finais da Conferência Leste, os Pistons jogaram contra o Heat em uma revanche das finais da conferência do ano anterior. Os Pistons perdeu em seis jogos.
Em 10 de fevereiro de 2008, foi anunciado que Wallace estaria substituindo Kevin Garnett, do Boston Celtics, no All-Star Game de 2008 em Nova Orleans. A decisão foi tomada pelo comissário da NBA, David Stern. Essa foi a quarta aparição de Wallace no All-Star.
Nas finais da Conferência Leste de 2008, os Pistons jogaram contra Garnett e os Celtics. Isso marcou a sexta vez consecutiva em que os Pistons chegaram a este ponto e cinco vezes eles chegaram lá com Wallace na escalação. Ainda assim, Detroit perdeu pelo terceiro ano consecutivo nas Finais da Conferência, perdendo para o Boston por 4-2. Depois do jogo, Wallace supostamente disse aos repórteres, sem responder a perguntas, "acabou, cara", talvez indicando que o gerente geral dos Pistons, Joe Dumars, iria quebrar o núcleo da equipe após a derrota.
Esse foi realmente o último ano de Wallace com a equipe; depois que a temporada chegou ao fim, Wallace e os Pistons decidiram se separar.

### Boston Celtics (2009–2010)
Wallace assinou um contrato de três anos com o Boston Celtics em 8 de julho de 2009.
Durante a temporada regular, Wallace jogou mal, registrando uma média de pontos e rebotes baixos. Os Celtics chegaram às finais da NBA em 2010, mas perdeu a série para o Los Angeles Lakers por 4-3.
O agente de Wallace, Bill Strickland, anunciou em 25 de junho de 2010 que Wallace provavelmente se aposentaria da NBA, que foi oficializada em 10 de agosto, após a compra de seu contrato pelo Celtics.

### New York Knicks (2012–2013)
Em 3 de outubro de 2012, Wallace saiu da aposentadoria e assinou com o New York Knicks.
Em 27 de fevereiro de 2013, Wallace anunciou que ele tinha quebrado o pé esquerdo e era esperado que ele perdesse oito semanas. Ele retornou para um jogo final em 15 de abril de 2013, jogando três minutos.
Em 17 de abril de 2013, após um curto retorno, Wallace anunciou sua segunda aposentadoria.

## Carreira como treinador

### Detroit Pistons
Em julho de 2013, Wallace se juntou à equipe do Detroit Pistons como assistente técnico após assinar um contrato de dois anos com a equipe.
Ele trabalhou para os Pistons na temporada de 2013-14, mas foi dispensado pelo novo técnico, Stan Van Gundy, após essa temporada.

### Ensino médio
Em 8 de março de 2019, Wallace foi apresentado como o novo treinador da Charles E. Jordan High School em Durham, Carolina do Norte.

## Momentos em quadra
Wallace era conhecido por sua intensidade e personalidade única, resultando em frequentes confrontos com oponentes e juízes (muitas vezes levando a faltas técnicas e ejeções), mas também em momentos de humor.
Wallace popularizou a frase "Bola não mente", usada quando um jogador da equipe adversária perde um lance livre depois de uma falta questionável. Um incidente notável ocorreu em um jogo de 2 de dezembro de 2012 contra o Phoenix Suns. Depois de Wallace empurrar Luis Scola e receber uma falta técnica, Goran Dragić errou o lance livre, ao que Wallace respondeu dizendo "Bola não mente". Wallace então recebeu uma segunda falta técnica, levando à sua expulsão. Ele jogou apenas 1:25.

## Vida pessoal
Wallace tem três filhos com sua ex-mulher Fátima. Ele é um seguidor do Islã. Seu sobrinho, Quadir Welton, é um jogador profissional de basquete.
Wallace tem raízes em sua cidade natal e torce para o Philadelphia Flyers (da NHL) e Philadelphia Phillies (da MLB), mas não do Philadelphia Eagles da NFL. Em vez disso, ele é um fã do Kansas City Chiefs.

## Estatísticas

### Temporada regular
| Ano      | Equipe     | PJ   | MPJ  | AP    | 3P    | LL    | RT  | AS  | BR  | TO  | PPJ  |
| -------- | ---------- | ---- | ---- | ----- | ----- | ----- | --- | --- | --- | --- | ---- |
| 1995–96  | Washington | 65   | 27,5 | 0,487 | 0,329 | 0,650 | 4,7 | 1,3 | 0,6 | 0,8 | 10,1 |
| 1996–97  | Portland   | 62   | 30,5 | 0,558 | 0,273 | 0,638 | 6,8 | 1,2 | 0,8 | 0,9 | 15,1 |
| 1997–98  | Portland   | 77   | 37,6 | 0,533 | 0,205 | 0,662 | 6,2 | 2,5 | 1,0 | 1,1 | 14,6 |
| 1998–99  | Portland   | 49   | 28,9 | 0,508 | 0,419 | 0,732 | 4,9 | 1,2 | 1,0 | 1,1 | 12,8 |
| 1999–00  | Portland   | 81   | 35,1 | 0,519 | 0,160 | 0,704 | 7,0 | 1,8 | 1,1 | 1,3 | 16,4 |
| 2000–01  | Portland   | 77   | 38,2 | 0,501 | 0,321 | 0,766 | 7,8 | 2,8 | 1,2 | 1,8 | 19,2 |
| 2001–02  | Portland   | 79   | 37,5 | 0,469 | 0,360 | 0,734 | 8,2 | 1,9 | 1,3 | 1,3 | 19,3 |
| 2002–03  | Portland   | 74   | 36,3 | 0,471 | 0,358 | 0,735 | 7,4 | 2,1 | 0,9 | 1,0 | 18,1 |
| 2003–04  | Portland   | 45   | 37,2 | 0,442 | 0,341 | 0,742 | 6,6 | 2,5 | 0,8 | 1,6 | 17,0 |
| 2003–04  | Atlanta    | 1    | 42,0 | 0,333 | 0,167 | 1,000 | 6,0 | 2,0 | 1,0 | 5,0 | 20,0 |
| 2003–04  | Detroit    | 22   | 30,6 | 0,431 | 0,319 | 0,704 | 7,0 | 1,8 | 1,1 | 2,0 | 13,7 |
| 2004–05  | Detroit    | 79   | 34,0 | 0,440 | 0,318 | 0,697 | 8,2 | 1,8 | 0,8 | 1,5 | 14,5 |
| 2005–06  | Detroit    | 80   | 34,8 | 0,430 | 0,357 | 0,743 | 6,8 | 2,3 | 1,0 | 1,6 | 15,1 |
| 2006–07  | Detroit    | 75   | 32,3 | 0,423 | 0,351 | 0,788 | 7,2 | 1,7 | 1,0 | 1,6 | 12,3 |
| 2007–08  | Detroit    | 77   | 30,5 | 0,432 | 0,356 | 0,767 | 6,6 | 1,8 | 1,2 | 1,7 | 12,7 |
| 2008–09  | Detroit    | 66   | 32,2 | 0,419 | 0,354 | 0,772 | 7,4 | 1,4 | 0,9 | 1,3 | 12,0 |
| 2009–10  | Boston     | 79   | 22.5 | .409  | .283  | .768  | 4.1 | 1.0 | 1.0 | .9  | 9.0  |
| All-Star | All-Star   | 4    | 19.3 | .250  | .100  | .750  | 3.8 | .5  | 1.0 | .8  | 4.0  |
| Total    | Total      | 1088 | 33.1 | .468  | .337  | .721  | 6.7 | 1.8 | 1.0 | 1.3 | 14.6 |

### Playoffs
| Ano     | Equipe   | PJ  | MPJ  | AP    | 3P    | LL    | RT   | AS  | BR  | TO  | PPJ  |
| ------- | -------- | --- | ---- | ----- | ----- | ----- | ---- | --- | --- | --- | ---- |
| 1996–97 | Portland | 4   | 37,0 | 0,589 | 0,400 | 0,550 | 6,0  | 1,5 | 0,5 | 0,5 | 19,8 |
| 1997–98 | Portland | 4   | 39,3 | 0,489 | 0,800 | 0,500 | 4,8  | 2,8 | 0,5 | 0,5 | 14,5 |
| 1998–99 | Portland | 13  | 36,0 | 0,514 | 0,111 | 0,724 | 4,8  | 1,5 | 1,5 | 0,9 | 14,8 |
| 1999–00 | Portland | 16  | 37,8 | 0,489 | 0,615 | 0,773 | 6,4  | 1,8 | 0,9 | 1,2 | 17,9 |
| 2000–01 | Portland | 3   | 42,7 | 0,373 | 0,364 | 0,571 | 8,0  | 2,3 | 0,3 | 1,0 | 16,7 |
| 2001–02 | Portland | 3   | 41,7 | 0,406 | 0,412 | 0,813 | 12,3 | 1,7 | 0,7 | 0,7 | 25,3 |
| 2002–03 | Portland | 7   | 37,1 | 0,454 | 0,400 | 0,714 | 5,1  | 2,6 | 0,6 | 0,7 | 17,4 |
| 2003–04 | Detroit  | 23  | 34,9 | 0,413 | 0,243 | 0,767 | 7,8  | 1,6 | 0,6 | 2,0 | 13,0 |
| 2004–05 | Detroit  | 25  | 33,0 | 0,439 | 0,337 | 0,741 | 6,9  | 1,3 | 1,0 | 1,8 | 13,6 |
| 2005–06 | Detroit  | 18  | 34,9 | 0,430 | 0,405 | 0,527 | 6,3  | 1,8 | 0,6 | 0,8 | 14,1 |
| 2006–07 | Detroit  | 16  | 35,8 | 0,437 | 0,347 | 0,842 | 7,7  | 1,8 | 1,2 | 1,8 | 14,3 |
| 2007–08 | Detroit  | 17  | 34,4 | 0,424 | 0,320 | 0,744 | 6,4  | 1,6 | 1,1 | 1,9 | 13,2 |
| 2008–09 | Detroit  | 4   | 30,5 | 0,367 | 0,500 | 0,000 | 6,3  | 0,8 | 0,5 | 0,2 | 6,5  |
| 2009–10 | Boston   | 24  | 17,1 | 0,416 | 0,345 | 0,828 | 3,0  | 0,4 | 0,4 | 0,6 | 6,1  |
| Total   | Total    | 177 | 33.0 | 0,444 | 0,352 | 0,717 | 6,2  | 1,5 | 0,8 | 1,3 | 13,5 |